# Steintäschel
Steintäschel (Aethionema) sind die einzige Gattung der Tribus Aethionemeae innerhalb der Pflanzenfamilie der Kreuzblütengewächse (Brassicaceae). Die etwa 50 Arten sind in Eurasien sowie Nordafrika verbreitet mit dem Verbreitungsschwerpunkt im Mittelmeerraum und in Westasien.

## Beschreibung

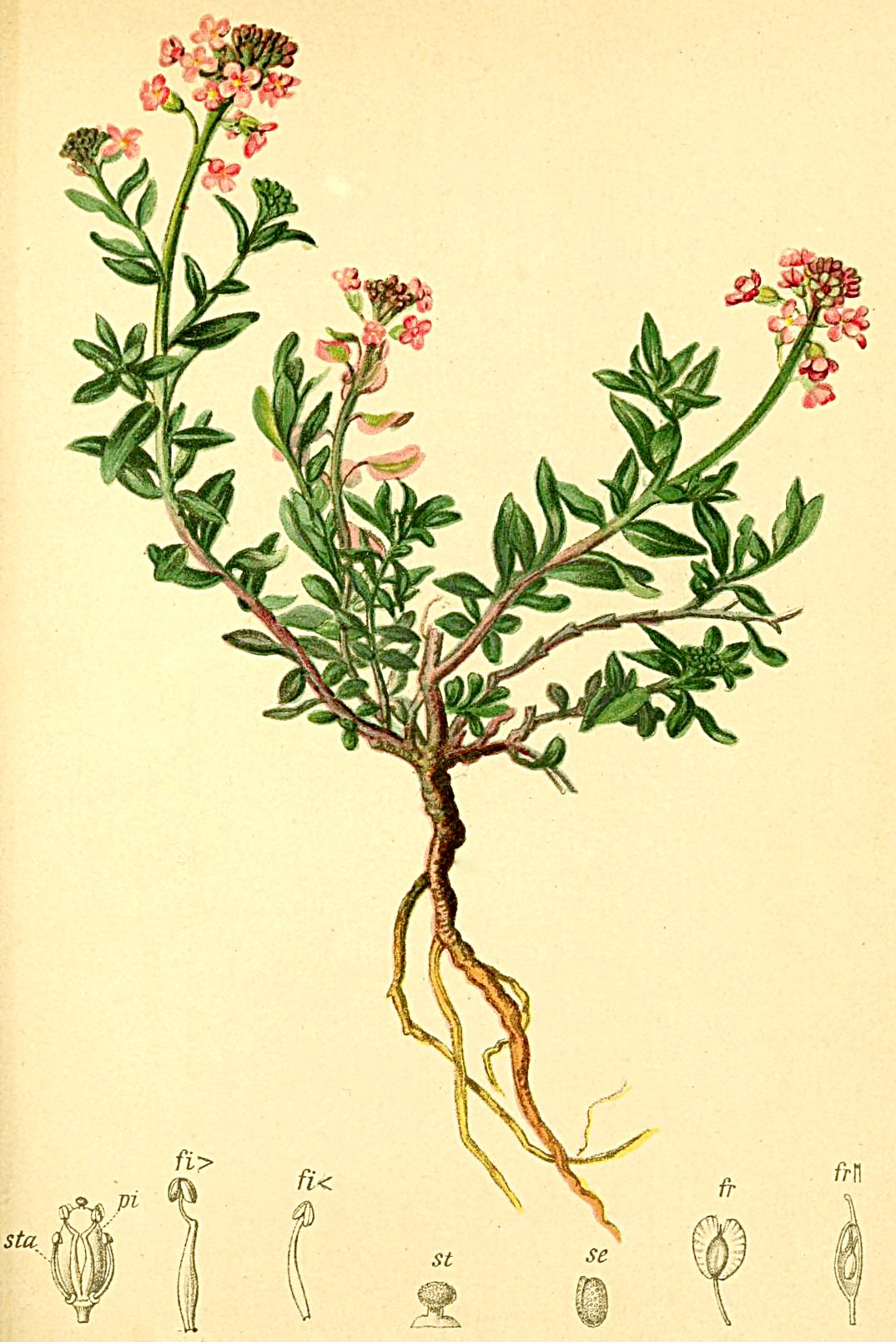
Illustration aus Atlas der Alpenflora des Alpen-Steintäschel (Aethionema saxatile)

### Erscheinungsbild und Blatt
Aethionema sind einjährige bis ausdauernde krautige Pflanzen oder selten immergrüne Halbsträucher. Die mehr oder weniger aufrechten, manchmal an ihrer Basis verholzenden Sprossachsen sind verzweigt. Die oberirdischen Pflanzenteile sind meist kahl oder selten papillös. Die mehr oder weniger ungestielten, einfachen Laubblätter sind länglich oder linealisch, kahl und häufig bläulich bereift.

### Blütenstand und Blüte
Meist viele Blüten stehen in tragblattlosen, doldentraubigen Blütenständen zusammen; manchmal strecken sich die Blütenstandsachsen bis zur Fruchtreife und der Fruchtstand ist dann traubig. Die zwittrigen Blüten sind vierzählig. Die vier Kelchblätter sind länglich mit stumpfem bis gerundetem oberen Ende; die inneren zwei sind mehr oder weniger sackförmig an ihrer Basis und die äußeren sind oft am oberen Ende etwas kapuzenförmig. Die vier freien, gleich großen Kronblätter sind verkehrt-eiförmig, an ihrer Basis genagelt oder keilförmig und am oberen Ende ungeteilt, nicht oder kaum ausgerandet. Die Farben der Kronblätter reichen von weiß über rosa- bis lilafarben, selten gelblich. Es sind sechs Staubblätter vorhanden. Die Staubbeutel sind eiförmig-kreisförmig. Es sind meist nur die zwei seitlichen Nektardrüsen vorhanden, die sind meist winzig und halbkugelig. Der ein- bis zweikammerige Fruchtknoten ist mehr oder weniger ellipsoid mit schmal-abgeflachten Rändern. In jeder Fruchtknotenkammer sind meist ein oder zwei, selten drei oder vier Samenanlagen vorhanden. Der höchstens kurze Griffel endet in einer kopfigen Narbe.

### Frucht und Samen
Die fadenförmigen Fruchtstiele sind meist ausgebreitet. Die ein- bis viersamigen Schötchen sind eiförmig, elliptisch oder fast kreisförmig, seitlich abgeflacht sowie meist geflügelt und das obere Ende ist tief gekerbt oder ausgerandet. Der Flügel ist ganzrandig oder unterschiedlich gezähnt. Die Früchte öffnen sich bei Reife zweiklappig oder bleiben geschlossen. Die braunen Samen sind eiförmig; oft winig papillöser Samenschale.

## Systematik

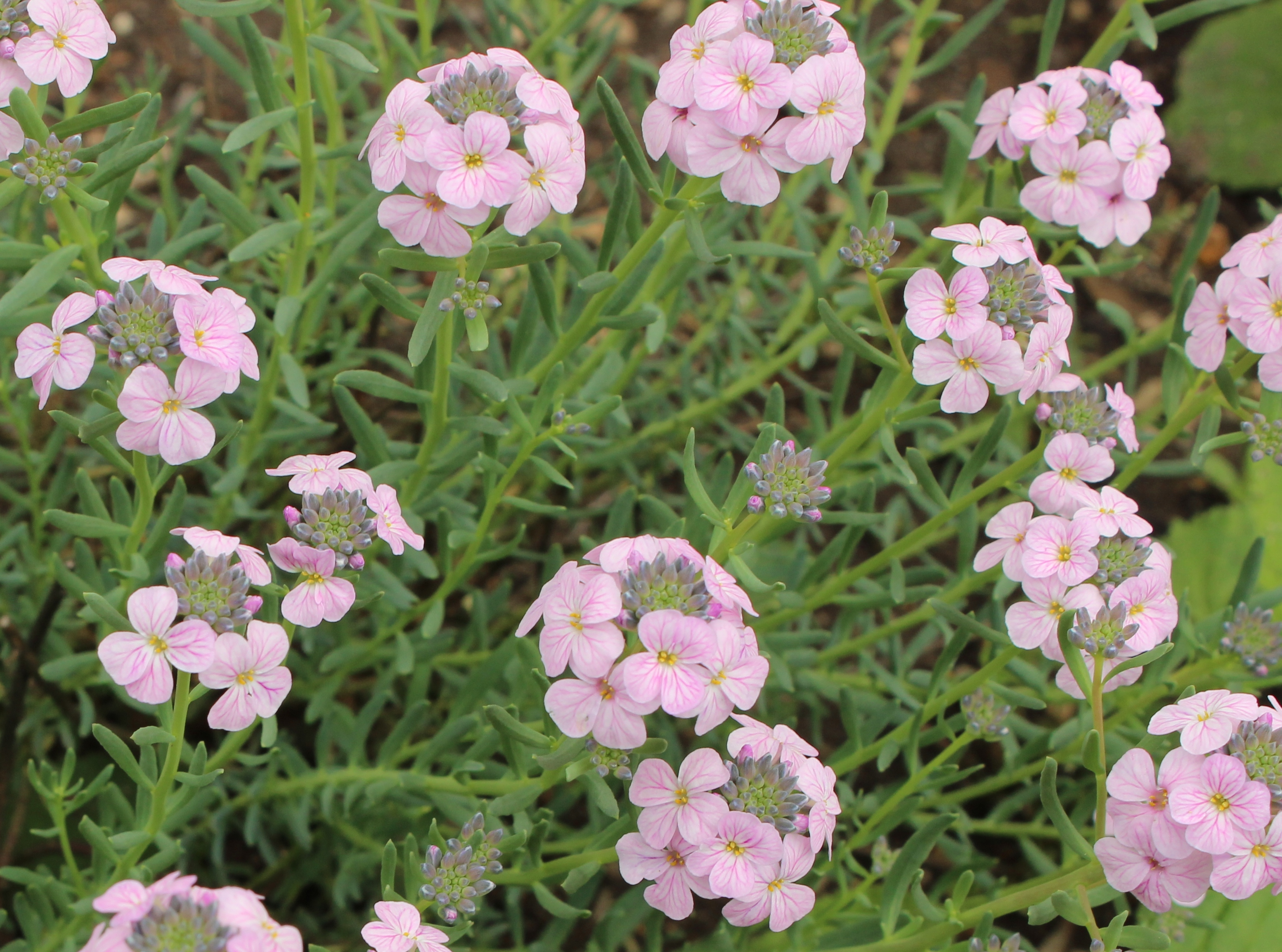
Blütenstände des Armenischen Steintäschels (Aethionema armenum)

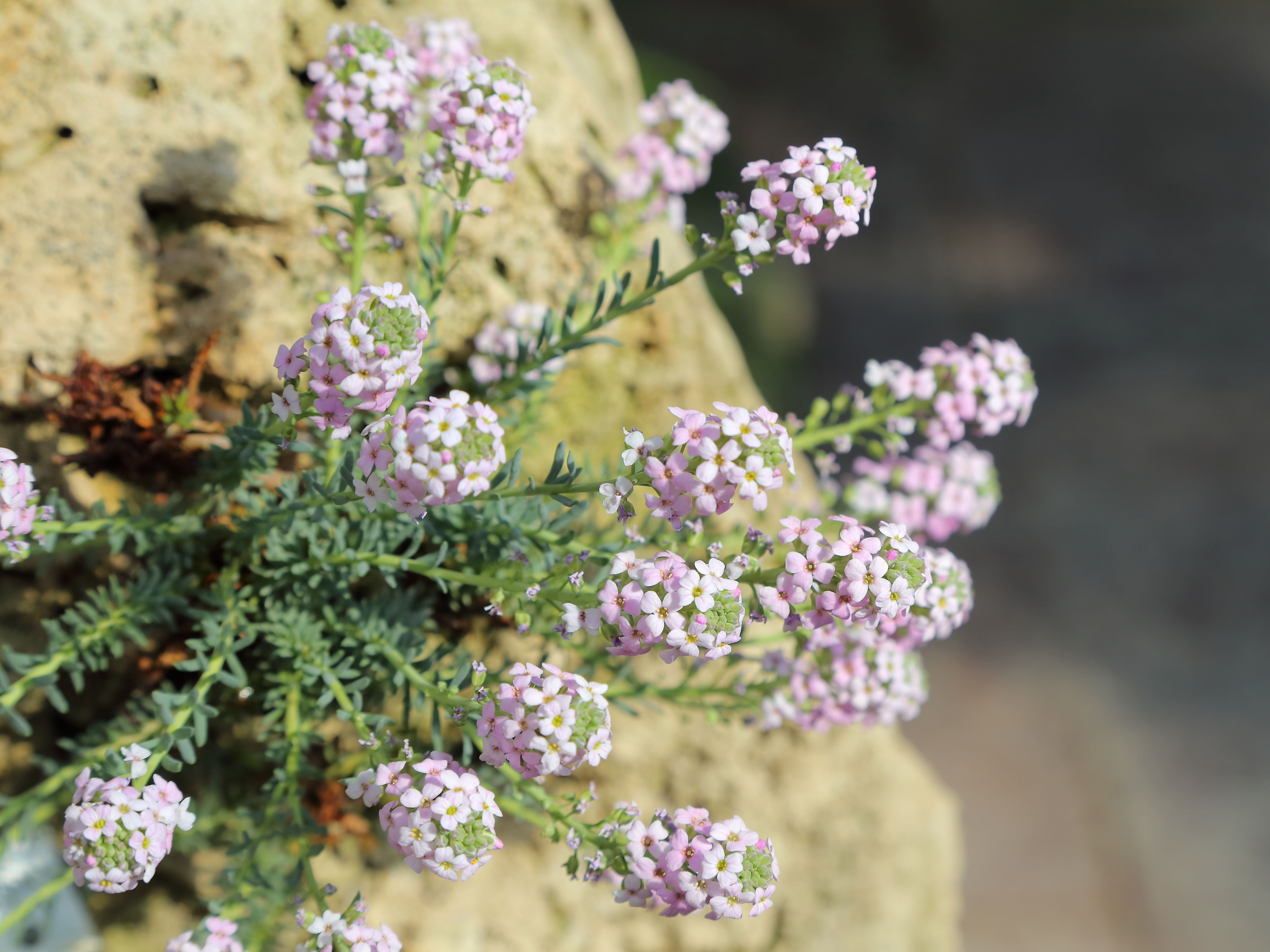
Habitus und Blütenstände von Aethionema capitatum

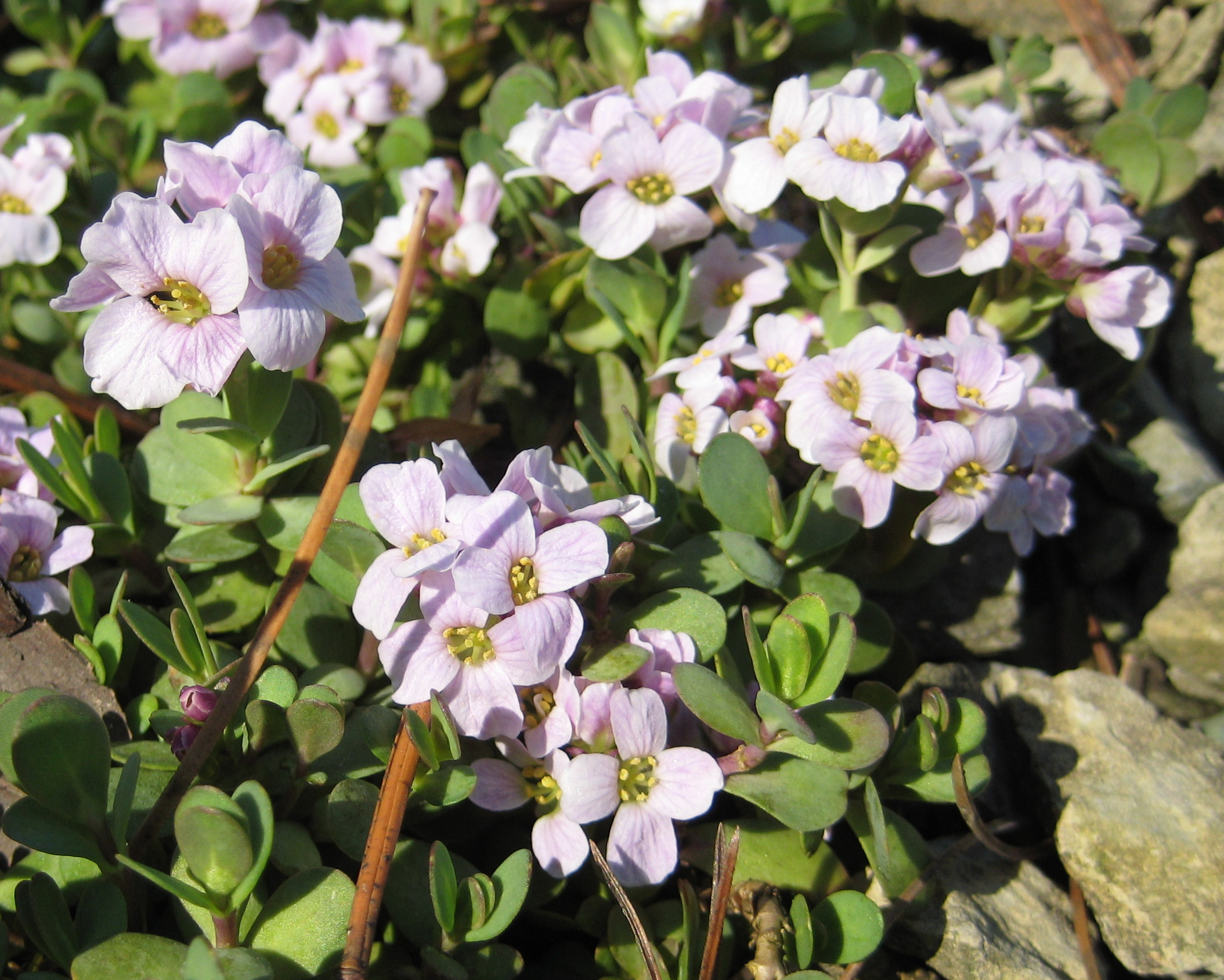
Habitus von Aethionema rotundifolium

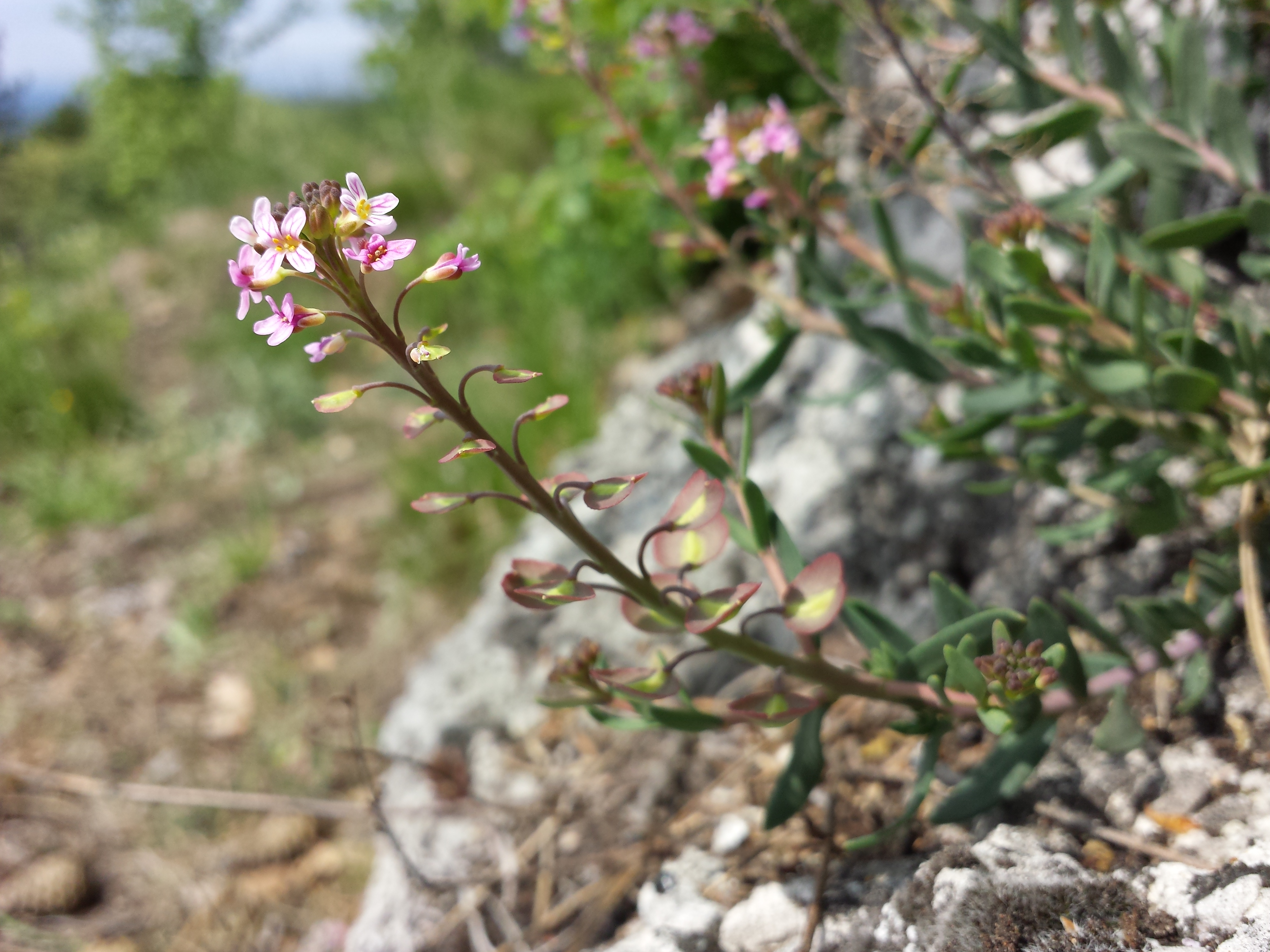
Habitus des Alpen-Steintäschels (Aethionema saxatile)

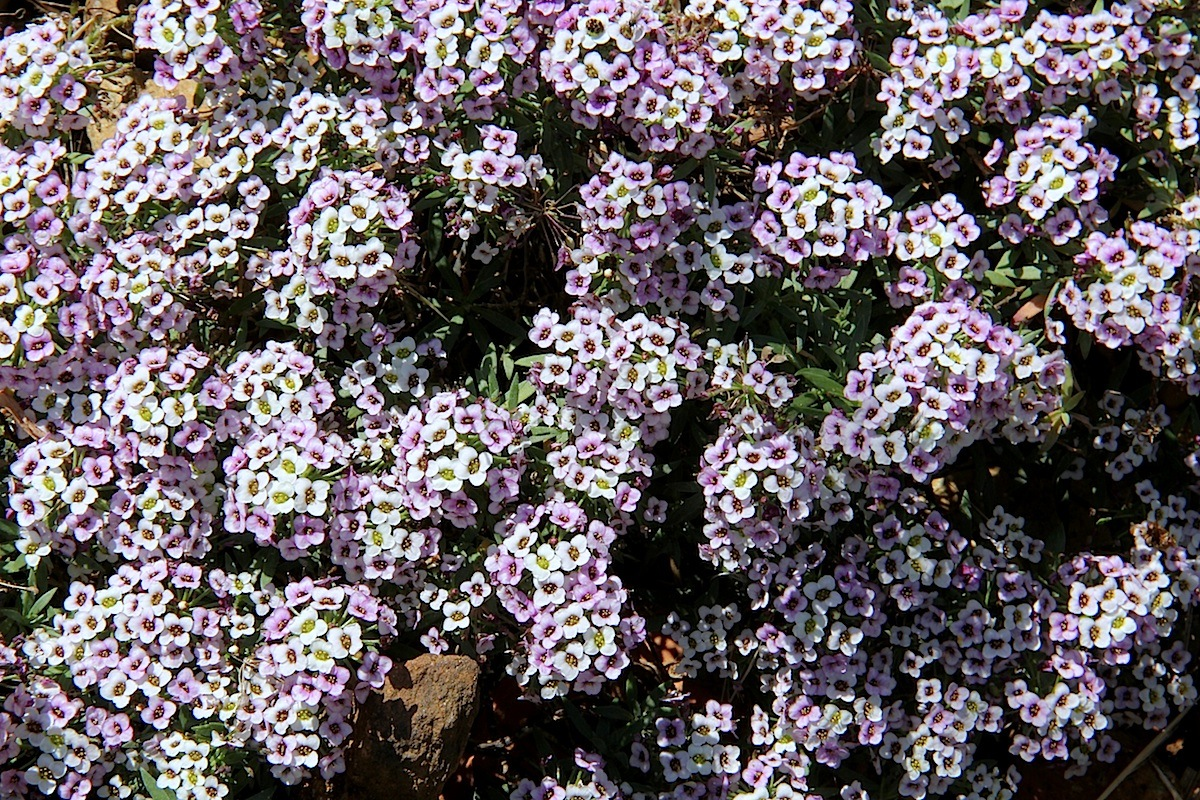
Blütenstände des Alpen-Steintäschels (Aethionema saxatile subsp. creticum)

Die Gattung Aethionema wurde 1812 von Robert Brown aufgestellt. Synonyme für Aethionema R.Br. sind: Campyloptera Boiss., Crenularia Boiss., Eunomia DC., Iberidella Boiss., Iondra Raf., Lepia Desv., Lipophragma Schott & Kotschy ex Boiss. und Moriera Boiss.
Die meisten Arten kommen im Mittelmeerraum teilweise sogar auch bis zum Iran vor; eine Art (Aethionema carneum) kommt bis zur Arabischen Halbinsel, bis Kasachstan und Pakistan vor.
In der Gattung Aethionema gibt es etwa 50 Arten:
- Aethionema anatolicum A.Duran & M.Öztürk: Sie wurde 2013 aus dem südlichen Anatolien erstbeschrieben.[7]
- Aethionema arabicum (L.) O.E.Schulz: Sie kommt von Bulgarien bis zum Iran vor.[8]
- Armenisches Steintäschel (Aethionema armenum Boiss.): Die Heimat ist Armenien und das Gebiet von Libanon und Syrien. Es gibt einige Sorten, die als Zierpflanzen verwendet werden.
- Aethionema caespitosum (Boiss.) Boiss.: Sie kommt in der Türkei vor.[5]
- Aethionema capitatum Boiss. & Balansa: Sie kommt in der Türkei vor.[8]
- Aethionema carlsbergii Strid & Papan.: Dieser Endemit kommt nur im Taygetos-Gebirge im südlichen Griechenland vor.[9]
- Aethionema carneum (Banks & Sol.) B.Fedtsch. (Syn.: Aethionema cristatum DC., Thlaspi carneum Banks & Sol.): Sie ist vom südwestlichen Asien und Zentralasien bis Afghanistan und Pakistan verbreitet.
- Aethionema cordatum (Desf.) Boiss. (Syn.: Aethionema cardiophyllum Boiss. & Heldr.): Sie kommt in Marokko vor und von Griechenland bis zum Iran.[8]
- Zierliches Steintäschel oder Libanon-Steintäschel[10] (Aethionema coridifolium DC.): Sie ist von der Türkei bis zum Gebiet von Syrien und Libanon verbreitet.[5]
- Aethionema demirizii Davis & Hedge: Sie kommt in der Türkei vor.[5]
- Aethionema diastrophis Bunge: Sie kommt im südlichen Transkaukasien vor.[8]
- Aethionema edentulum N.Busch: Sie ist vom südlichen Kaukasusraum bis zum nördlichen Iran verbreitet.[11]
- Aethionema eunomioides (Boiss.) Bornm.: Sie kommt in der Türkei vor.[5]
- Aethionema fimbriatum Boiss.: Sie kommt von der Türkei bis zum westlichen und zentralen Iran vor.[8]
- Aethionema froedinii Rech. f.: Sie kommt von der südöstlichen Türkei bis zum nordwestlichen Irak vor.[8]
- Aethionema gileadense Post: Sie kommt von Syrien bis Jordanien vor.[8]
- Aethionema glaucinum Greuter, Burdet, I.A.Andersson, Carlström, Franzén, Karlén & H.Nybo: Sie kommt in der Türkei vor.[5][8]
- Großblütiges Steintäschel oder Persisches Steintäschel[10] (Aethionema grandiflorum Boiss. & Hohen., Syn.: Aethionema pallidiflorum Hausskn. & Bornm., Aethionema pulchellum Boiss. & A.Huet, Aethionema sintenisii Hausskn. & Bornm.): Sie kommt von der Türkei bis zum Iran vor.[5][8]
- Aethionema heterocarpum Trevir.: Sie kommt von der Türkei, dem Gebiet von Syrien und Libanon bis Israel und Jordanien vor.[5]
- Aethionema huber-morathii P.H.Davis & Hedge: Sie kommt in der Türkei vor.[5]
- Aethionema iberideum (Boiss.) Boiss.: Sie wird auch als Noccaea iberidea (Boiss.) Al-Shehbaz & Menke in die Gattung Noccaea gestellt.[5]
- Aethionema lepidioides Hub.-Mor.: Sie kommt in der Türkei vor.[5][8]
- Aethionema lycium I.A.Andersson, Carlström, Franzén, Karlén & H.Nybom: Sie kommt in der Türkei vor.[5]
- Aethionema marashicum P.H.Davis: Ihre Heimat ist die Türkei.[5]
- Aethionema membranaceum (Desv.) DC.: Sie kommt von der Türkei bis zum nordwestlichen Iran vor.[8]
- Aethionema munzurense Davis & Yildirimli: Sie kommt in der östlichen Türkei vor.[5][8]
- Aethionema oppositifolium (Pers.) Boiss.: Sie wird auch als Noccaea oppositifolia (Pers.) Al-Shehbaz & Menke in die Gattung Noccaea gestellt.[5]
- Aethionema orbiculatum (Boiss.) Hayek: Dieser Endemit kommt nur auf Athos im nördlichen Griechenland vor.[9]
- Aethionema paphlagonicum Czeczott & Beauverd: Sie kommt in der Türkei vor.[5]
- Aethionema papillosum P.H.Davis: Sie kommt in der südlich-zentralen Türkei vor.[5][8]
- Aethionema polygaloides DC.: Sie kommt in Griechenland vor.[5]
- Aethionema retsina Phitos & Snogerup: Dieser Endemit kommt nur auf der Insel Skiros in der Ägäis vor.[9]
- Aethionema rotundifolium Boiss.: Sie kommt in Armenien, Georgien, Aserbaidschan und im Kaukasusraum vor. Sie wird auch als Noccaea germanii Al-Shehbaz in die Gattung Noccaea gestellt.[5]
- Aethionema sagittatum Boiss.: Sie wird auch als Noccaea trinervia (DC.) Steud. in die Gattung Noccaea gestellt.[8]
- Aethionema salmasium Boiss.: Sie wird auch als Noccaea trinervia (DC.) Steud. in die Gattung Noccaea gestellt.[8]
- Alpen-Steintäschel (Aethionema saxatile (L.) W.T.Aiton, Syn.: Aethionema banaticum Janka, Aethionema subcapitatum Bornm., Aethionema thomasianum sensu Maire, Thlaspi saxatile L.): Das weite Verbreitungsgebiet in Europa erstreckt sich von Deutschland in südlicher Richtung bis in das nordwestliche Afrika und in die Türkei.
- Aethionema schistosum Boiss. & Kotschy: Sie kommt nur in der Türkei vor.[5]
- Aethionema speciosum Boiss. & A.Huet: Sie kommt in der Türkei vor.[5]
- Aethionema spicatum Post: Sie kommt in Syrien und in der südlichen und östlichen Türkei vor.[8]
- Aethionema stylosum DC.: Dieser Endemit kommt nur im Libanon vor.[12]
- Aethionema subulatum (Boiss. & Heldr.) Boiss.: Sie kommt in der Türkei vor.[5]
- Aethionema syriacum (Boiss.) Bornm.: Sie kommt von der südöstlichen Türkei bis zum nordwestlichen Irak vor.[5][8]
- Aethionema thesiifolium Boiss. & Heldr.: Sie kommt nach in der Türkei vor.[5][8]
- Aethionema thomasianum J.Gay: Sie kommt in Spanien, Frankreich, Italien und in der Schweiz vor.[5]
- Aethionema trinervium (DC.) Boiss.: Sie wird auch als Noccaea trinervia (DC.) Steud. in die Gattung Noccaea gestellt.[5]
- Aethionema virgatum (Boiss.) Hedge (Syn.: Aethionema szovitsii Boiss.): Sie kommt vom Kaukasus bis zum Iran vor.[5][8]

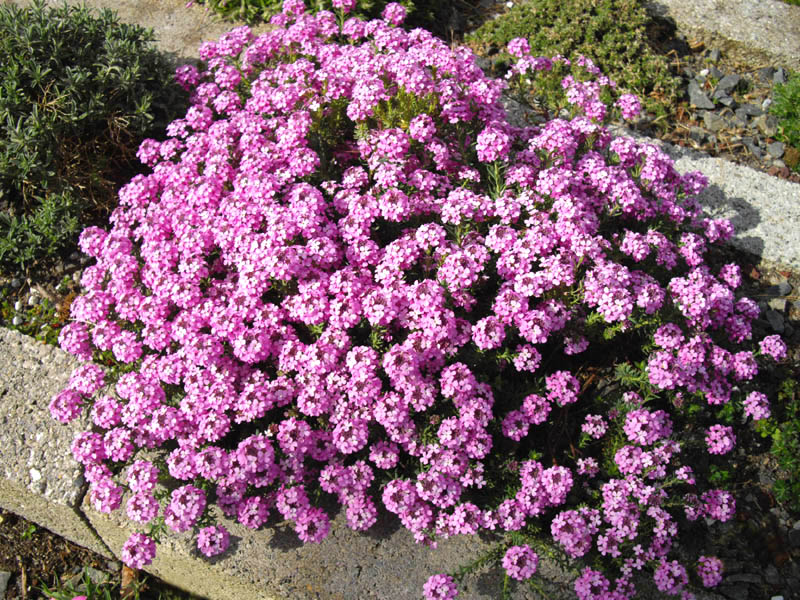
Die Sorte Aethionema armenum ‘Warley Rose’

## Nutzung
Einige Steintäschel-Sorten werden in den gemäßigten Gebieten als Zierpflanzen für Parks und Gärten verwendet. Bevorzugt werden diese an felsigen, steinigen Stellen, oder auf kieshaltigen, wasserdurchlässigen Untergrund gepflanzt. Die Sorten wurden zumeist alle aus dem Persischen Steintäschel (Aethionema grandiflorum) oder Armenischen Steintäschel (Aethionema armenum) gezüchtet. Je nach Sorte sind die frostempfindlich oder frosthart.